# Distretto di Gongshu
Il distretto di Gongshu (拱墅区S, GongshuP) è un distretto della Cina, situato nella provincia dello Zhejiang.